# テネリフェ・スール空港
テネリフェ・スール空港（スペイン語: Aeropuerto de Tenerife Sur 英語: Tenerife South Airport、テネリフェ南空港）は、スペインのカナリア諸島テネリフェ島にある空港。レイナ・ソフィア国際空港（西: Aeropuerto Internacional Reina Sofía）とも呼ばれる。テネリフェ島に2つある国際空港の1つ（もう一つは北方のテネリフェ・ノルテ空港）で、州都サンタ・クルス・デ・テネリフェから南方60キロメートルのグラナデージャ・デ・アボーナにある。

## 名称由来
「レイナ・ソフィア」の名称は、スペイン国王フアン・カルロス1世の王妃ソフィアの名前にちなんで付けられ（レイナは王妃、女王の意）、1978年11月6日の開港式典には王妃も臨席した。